# Albert Pigge
Albert Pigge, latinizzato in Albertus Pighius (Kampen, 1490 – Utrecht, 26 dicembre 1542), è stato un teologo, astronomo e matematico olandese.

## Biografia
Studiò filosofia ed iniziò lo studio della teologia all'Università di Lovanio, dove Adriano di Utrecht, divenuto poi papa Adriano VI, era uno degli insegnanti. Pigge completò i suoi studi a Colonia conseguendo nel 1517 la laurea di dottore in teologia. Seguì poi il suo professore Adriano in Spagna, ed a Roma quando quest'ultimo venne eletto papa. Egli rimase a Roma anche durante il pontificato di Clemente VII e Paolo III, e venne spesso inviato come ambasciatore in diverse nazioni. Insegnò matematica al cardinale Alessandro Farnese, divenuto poi Paolo III. Nel 1535, venne nominato dal papa prevosto della Chiesa di San Giovanni ad Utrecht, dove mantenne un posto di canonico fino al 1524. Ai colloqui di Ratisbona del 1541 si schierò fra i cattolici.
Ad un certo punto della sua vita avanzò delle teorie non in linea con le posizioni della chiesa cattolica. Durante la discussione al Concilio di Trento sul Decretum de Justificatione vennero accolte le sue idee sulla tradizione ma vennero rifiutate quelle sulla dottrina della giustificazione.

## Opere

### Matematica e astronomia

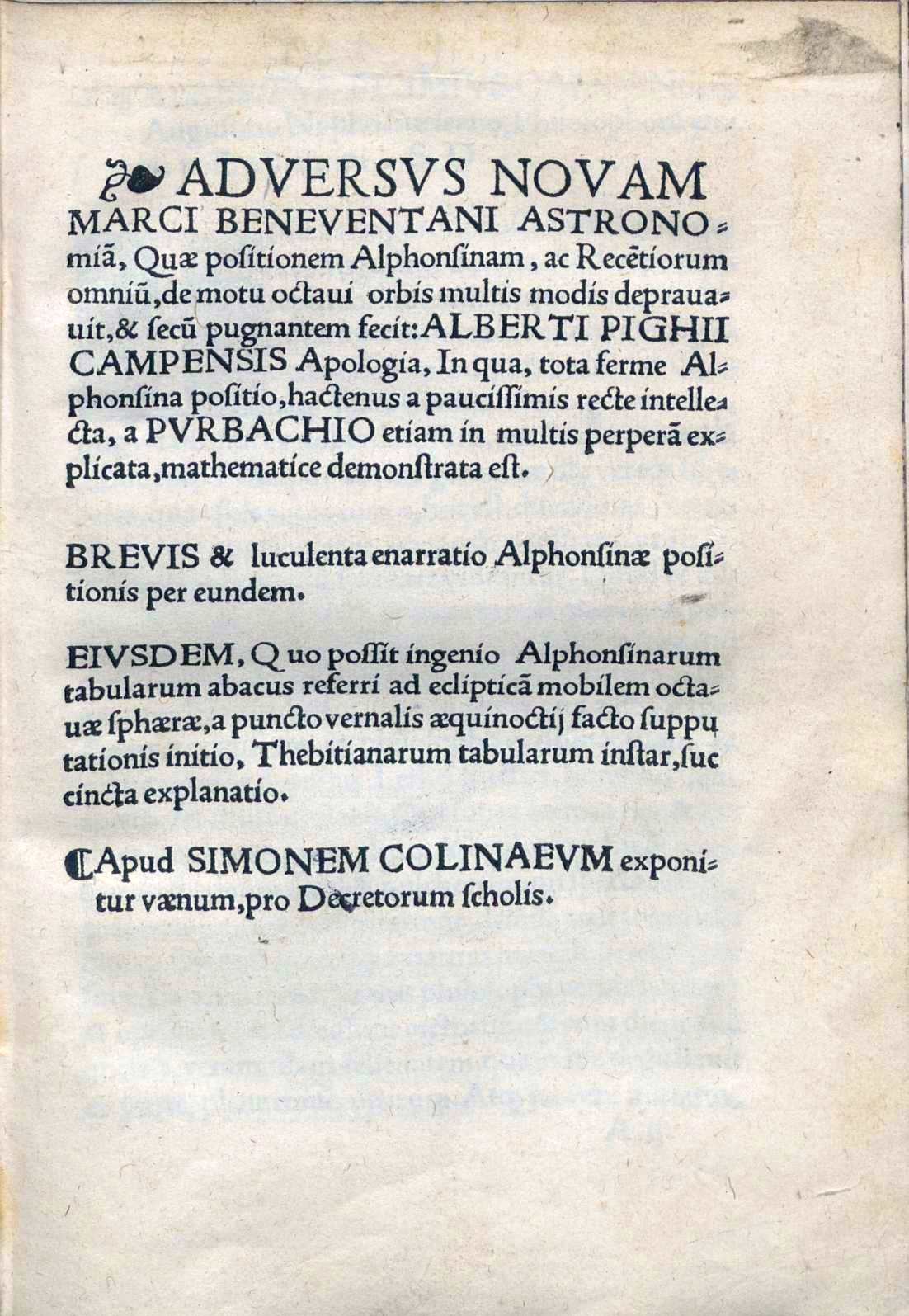
Adversus novam Marci Beneventani astronomiam, 1522

Scrisse diversi trattati su matematica ed astronomia:
- Astrologiæ defensio adversus prognosticatorum vulgus, qui annuas prædictiones edunt et se astrologos mentiuntur, (Parigi, 1518);
- Trattato indirizzato a papa Leone X sulla riforma del calendario, De æquinoctiarum solstitiorumque inventione et de ratione paschalis celebrationis deque restitutione ecclesiastici Calendarii (Parigi, 1520);
- Apologia adversus novam Marci Beneventani astronomiam (Parigi, 1522);
- (LA) Adversus novam Marci Beneventani astronomiam, Paris, Simon de Colines, 1522.
- Defensio Apologiæ adversus Marci Beneventani astronomiam (Parigi, 1522).

### Teologia
Come teologo difese l'autorità della Chiesa cattolica contro la Riforma. Il suo scritto più importante, fu una risposta a Enrico VIII d'Inghilterra intitolato: Hierarchiæ ecclesiasticæ assertio (Colonia, 1538, dedicato a Paolo III; edizioni successive, 1544, 1558, 1572). In risposta John Leland scrisse la sua Antiphilarchia.
Scrisse anche:
- Apologia indicti a Paulo III. Concilii, adversus Lutheranas confederationes (Colonia, 1537; Parigi, 1538);
- De libero hominis arbitrio et divina gratia libri X (Colonia, 1542), contro Martin Lutero e Giovanni Calvino;
- Controversiarum præcipuarum in Comitiis Ratisponensibus tractatarum... explicatio (Colonia, 1542). A quanto sopra occorre aggiungere due trattati: Quæstio de divortiatorum novis coniugiis et uxorum pluralitate sub lege evangelica e Diatriba de actis VI. et VII. Synodi.
- Ratio componendorum dissidiorum et sarciendæ in religione concordiæ (Colonia, 1542)
- La sua ultima opera, Apologia adversus Martini Buceri calumnias (Mainz, 1543).

Pigge si oppose anche alla filosofia politica di Marsilio da Padova, definito «homo Aristotelicus magis quam Christianus», che avrebbe tratto dal filosofo greco più che dagli insegnamenti di Cristo una «novam ecclesiasticae hierarchiae formam».
Il trattato Adversus Græcorum errores, dedicato a Clemente VII, è conservato, sotto forma di manoscritto, nella Biblioteca Vaticana.